# غاندسفيورد
غاندسفيوردين أوغاندسفيورد هو مضيق بحري في مقاطعة روغلاند، النرويج. يعد غاندسفيوردين الذي يبلغ طوله 13 كيلومترًا بعيدًا عن «بوكنافيوردن» (Boknafjorden) الكبيرة. يمتد بين البر الرئيسي وشبه جزيرة ستافانغر في الأجزاء الغربية من بلديات ستافانغر وساندنيس. تم تطوير الجانب الغربي والجنوبي بأكمله من غاندسفيوردين بشكل كبير وحضري، فهي تعتبر ثالث أكبر منطقة حضرية في النرويج.
الجانب الشرقي من المضيق البحري أقل تطوراً بكثير وله العديد من الجبال والقمم. يوجد في الأجزاء الخارجية من المضيق العديد من الجزر بما في ذلك (أوسكجو، وهاندفاغ، وفاسوي، وجزر أويان) في ستافانغر.